# Women's Professional Soccer
La Women's Professional Soccer (WPS) fu il principale campionato professionistico di calcio femminile degli Stati Uniti d'America tra il 2009 e il 2011.
Il format ha previsto la partecipazione di sette squadre per le prime due stagioni, passando a sei per la stagione 2011, con continui piani di espansione futura. La WPS fu il livello più alto della piramide calcistica statunitense per il gioco femminile.
Il 30 gennaio 2012, la Lega ha annunciato la sospensione della stagione 2012, citando come causa principale diversi problemi interni all'organizzazione. Alcuni di questi includevano una battaglia legale in corso con Dan Borislow, il proprietario del magicJack, e la mancanza di risorse investite nella lega. Il 18 maggio 2012 la WPS ha annunciato la chiusura del campionato e che non avrebbe ripreso l'attività nel 2013. Dopo la chiusura della WPS, nel 2013 si è formata la National Women's Soccer League, che ha preso il posto della WPS come massimo campionato professionistico di calcio femminile.

## Squadre partecipanti
| Squadra                   | Stadio                     | Città                  | Fondata | Unita alla WPS | Uscita dalla WPS | Destino                      |
| ------------------------- | -------------------------- | ---------------------- | ------- | -------------- | ---------------- | ---------------------------- |
| Atlanta Beat              | KSU Soccer Stadium         | Kennesaw, Georgia      | 2009    | 2010           | 2012             | Dissolto                     |
| Boston Breakers           | Harvard Stadium            | Boston, Massachusetts  | 2008    | 2009           | 2012             | Iscritto alla WPSLE nel 2012 |
| Chicago Red Stars         | Toyota Park                | Bridgeview, Illinois   | 2007    | 2009           | 2011             | Iscritto alla WPSL nel 2011  |
| FC Gold Pride             | Pioneer Stadium            | Hayward, California    | 2008    | 2009           | 2011             | Dissolto                     |
| Los Angeles Sol           | Home Depot Center          | Carson, California     | 2007    | 2009           | 2010             | Dissolto                     |
| magicJack *               | FAU Soccer Field           | Boca Raton, Florida    | 2001    | 2009           | 2012             | Dissolto                     |
| Philadelphia Independence | Leslie Quick Stadium       | Chester, Pennsylvania  | 2009    | 2010           | 2012             | Dissolto                     |
| Sky Blue                  | Yurcak Field               | Piscataway, New Jersey | 2008    | 2009           | 2012             | Iscritto alla NWSL nel 2013  |
| Saint Louis Athletica     | Anheuser-Busch Soccer Park | Fenton, Missouri       | 2008    | 2009           | 2010             | Dissolto                     |
| Western New York Flash    | Sahlen's Stadium           | Rochester, New York    | 2008    | 2011           | 2012             | Iscritto alla WPSLE nel 2012 |

*- Squadra originariamente denominata Washington Freedom

## Albo d'oro
| Stagione | Campione         | Risultato     | Finalista                 | Sede della finale              | Campione Regular Season |
| -------- | ---------------- | ------------- | ------------------------- | ------------------------------ | ----------------------- |
| 2009     | Sky Blue         | 1-0           | Los Angeles Sol           | The Home Depot Center (Carson) | Los Angeles Sol         |
| 2010     | FC Gold Pride    | 4-0           | Philadelphia Independence | Pioneer Stadium (Hayward)      | FC Gold Pride           |
| 2011     | Western NY Flash | 1-1 (5-4 dcr) | Philadelphia Independence | Sahlen's Stadium (Rochester)   | Western NY Flash        |

### Vittorie per squadra
| Squadra          | Vittorie | Anni |
| ---------------- | -------- | ---- |
| FC Gold Pride    | 1        | 2010 |
| Sky Blue         | 1        | 2009 |
| Western NY Flash | 1        | 2011 |